# Hypena rufilinea
Hypena rufilinea là một loài bướm đêm trong họ Erebidae.